# Bellevue (Ohio)
Bellevue es una ciudad ubicada en el condado de Huron en el estado estadounidense de Ohio. En el Censo de 2010 tenía una población de 8202 habitantes y una densidad poblacional de 506,37 personas por km².

## Geografía
Bellevue se encuentra ubicada en las coordenadas 41°16′27″N 82°50′24″O / 41.27417, -82.84000. Según la Oficina del Censo de los Estados Unidos, Bellevue tiene una superficie total de 16.2 km², de la cual 15.89 km² corresponden a tierra firme y (1.89%) 0.31 km² es agua.

## Demografía
Según el censo de 2010, había 8202 personas residiendo en Bellevue. La densidad de población era de 506,37 hab./km². De los 8202 habitantes, Bellevue estaba compuesto por el 96.31% blancos, el 0.57% eran afroamericanos, el 0.21% eran amerindios, el 0.24% eran asiáticos, el 0% eran isleños del Pacífico, el 0.72% eran de otras razas y el 1.95% pertenecían a dos o más razas. Del total de la población el 3.17% eran hispanos o latinos de cualquier raza.